# Saraguro

Il territorio dei Saraguro nella Provincia di Loja

I Saraguro sono una comunità di Nativi americani stanziata in Ecuador. Abitavano le montagne della Sierra Equatoriana e più precisamente, la Provincia di Loja in Ecuador.

## Lingua
I Saraguro parlavano la lingua Inca, suddivisa in vari dialetti a seconda dei villaggi.

## Storia
I Saraguro furono probabilmente portati dalla Bolivia o dal Perù dagli Inca. Poi, con l'arrivo degli europei, i Saraguro vennero conquistati e sottomessi. Nel XX secolo i Saraguro cominciarono ad emigrare verso la Spagna in cerca di lavoro. Oggi questa tribù sopravvive sia in Ecuador, sia in Spagna, a Vera, nella Provincia di Almería.

## Economia
I Saraguro basarono la loro economia sul turismo sostenibile e comunitario. Grazie a questa economia i Saraguro riescono a difendere varie specie di animali che vivono in Ecuador.